# Test du χ² de Cochran-Mantel-Haenszel
Le test du χ² de CMH ou test de Cochran-Mantel-Haenszel est un test statistique utilisé dans l'analyse de variables catégorielles appariées ou stratifiées. Il permet à un investigateur de tester l'association entre un traitement et un résultat binaire (par exemple, efficacité/non-efficacité). Contrairement au test de McNemar qui ne peut gérer que des paires de valeurs, le test de CMH gère une taille de strate arbitraire. Il est nommé d'après William Cochran, Nathan Mantel et William Haenszel. Les extensions de ce test à une réponse catégorielle non-binaire et/ou à plusieurs groupes sont communément appelées statistiques de Cochran-Mantel-Haenszel. Ce test est souvent utilisé dans des études d'observation où l'assignation aléatoire de sujets à différents traitements ne peut pas être contrôlée, mais où les variables de confusion peuvent être mesurées.